# Mistrzostwa Świata w Kolarstwie Torowym 1964
61. Mistrzostwa Świata w Kolarstwie Torowym 1964 odbyły się w stolicy Francji – Paryżu. Rozegrano dwie konkurencje dla kobiet: sprint i wyścig na dochodzenie oraz siedem konkurencji dla mężczyzn: sprint, wyścig na dochodzenie, wyścig ze startu zatrzymanego zarówno dla zawodowców jak i amatorów, a także wyścig drużynowy na dochodzenie zawodowców.

## Medaliści

### Kobiety
| Konkurencja                        | Złoto            | Srebro             | Brąz          |
| ---------------------------------- | ---------------- | ------------------ | ------------- |
| Sprint indywidualny                | Irina Kiriczenko | Galina Jermołajewa | Gisèle Caille |
| Wyścig indywidualny na dochodzenie | Yvonne Reynders  | Beryl Burton       | Ajno Puronen  |

### Mężczyźni
| Konkurencja                                   | Złoto                                                                  | Srebro                                                                      | Brąz                                                                                     |
| --------------------------------------------- | ---------------------------------------------------------------------- | --------------------------------------------------------------------------- | ---------------------------------------------------------------------------------------- |
| Sprint indywidualny amatorów                  | Pierre Trentin                                                         | Daniel Morelon                                                              | Sergio Bianchetto                                                                        |
| Wyścig indywidualny na dochodzenie amatorów   | Tiemen Groen                                                           | Herman Van Loo                                                              | Jiří Daler                                                                               |
| Wyścig ze startu zatrzymanego amatorów        | Jacob Oudkerk                                                          | Jean Walschaerts                                                            | Daniel Salmon                                                                            |
| Sprint indywidualny zawodowców                | Antonio Maspes                                                         | Ron Baensch                                                                 | Jos De Bakker                                                                            |
| Wyścig indywidualny na dochodzenie zawodowców | Ferdinand Bracke                                                       | Leandro Faggin                                                              | Ercole Baldini                                                                           |
| Wyścig ze startu zatrzymanego zawodowców      | Guillermo Timoner                                                      | Leo Proost                                                                  | Karl-Heinz Marsell                                                                       |
| Wyścig drużynowy na dochodzenie               | RFN · Lothar Claesges · Karl Link · Karl-Heinz Henrichs · Ernst Streng | Włochy · Attilio Benfatto · Cencio Mantovani · Carlo Rancati · Franco Testa | ZSRR · Arnold Belgardt · Leonid Kołumbiet · Stanisław Moskwin · Siergiej Tierieszczenkow |

## Klasyfikacja medalowa
| Miejsce | Państwo         |   |   |   | Razem |
| ------- | --------------- | - | - | - | ----- |
| 1.      | Belgia          | 2 | 3 | 1 | 6     |
| 2.      | Holandia        | 2 | 0 | 0 | 2     |
| 3.      | Włochy          | 1 | 2 | 2 | 5     |
| 4.      | Francja         | 1 | 1 | 2 | 4     |
|         | ZSRR            | 1 | 1 | 2 | 4     |
| 6.      | RFN             | 1 | 0 | 1 | 2     |
| 7.      | Hiszpania       | 1 | 0 | 0 | 1     |
| 8.      | Australia       | 0 | 1 | 0 | 1     |
|         | Wielka Brytania | 0 | 1 | 0 | 1     |
| 10.     | Czechosłowacja  | 0 | 0 | 1 | 1     |